# Basso-baritono
Basso-baritono è un cantante il cui registro si colloca tra baritono e basso. Il termine apparve intorno alla fine del XIX secolo per descrivere il particolare tipo di voce per cantare il ruolo di basso wagneriano come Wotan ne L'anello del Nibelungo e Hans Sachs ne I maestri cantori di Norimberga. Wagner scrisse questi ruoli per quello che lui chiamava "Hoher Bass" ("basso alto").
Caratteristiche della voce del basso-baritono sono la facilità d'emissione nel registro acuto e il timbro abbastanza scuro ma più brillante e chiaro di quello del basso cantante. Il basso-baritono è sì una voce ambigua che si pone tra le due categorie, ma è spesso usata per descrivere la sfumatura più grave della voce di baritono e quella più acuta della voce di basso. Sono rarissimi i casi di voci di basso-baritono in grado di dominare sia la tessitura del baritono sia quella del basso: il basso-baritono sceglie un tipo di repertorio più idoneo alla propria vocalità, rientrando in una delle due categorie.

## Alcuni ruoli di basso-baritono nelle opere liriche
- Leporello, Masetto, Don Giovanni (Don Giovanni)
- Escamillo (Carmen)
- Figaro, Don Bartolo (Le nozze di Figaro)
- Papageno (Il flauto magico)
- Méphistophélès (La dannazione di Faust)
- Porgy (Porgy and Bess)
- Wotan (L'anello del Nibelungo)
- L'olandese (L'olandese volante)
- Wolfram von Eschenbach (Tannhäuser)
- Falstaff (Falstaff)
- Bertran (Roberto il diavolo)